# Bruno Chizzo
Bruno Chizzo (Udine, 19 de abril de 1916 - agosto de 1969) foi um futebolista italiano.

## Carreira
Conquistou a Copa do Mundo de 1938 com a Seleção Italiana de Futebol.